# Voranava (ort)
Voranava (belarusiska: Воранава) är en köping i Belarus.   Den ligger i voblasten Hrodna voblast, i den nordvästra delen av landet, 150 km väster om huvudstaden Horad Mіnsk. Voranava ligger 172 meter över havet och antalet invånare är 6 434.

## Natur och klimat
Terrängen runt Voranava är platt. Runt Voranava är det ganska glesbefolkat, med 31 invånare per kvadratkilometer.. Voranava är det största samhället i trakten.
I omgivningarna runt Voranava växer i huvudsak blandskog.